# Internet.org
Internet.org — инициатива компании Facebook 2013 года, поддержанная компаниями Samsung, Ericsson, MediaTek, Opera Software, Nokia и Qualcomm, по предоставлению бесплатного доступа к некоторым интернет-ресурсам жителям наименее развитых стран.
Инициатива критиковалась за нарушение сетевого нейтралитета и уделения большего внимания собственным сервисам компании Facebook.
В частности, индийский журналист назвал Internet.org лишь прокси-сервером к Facebook, нацеленным на бедное население Индии. Вплоть до апреля 2015 года пользователи Internet.org могли бесплатно посещать лишь несколько интернет-сайтов, список которых определялся Facebook. Затем Facebook предоставил возможность доступа к платформе сторонним разработчикам, выполняющим определённые рекомендации к сайтам.
В сентябре 2015 приложение Internet.org для Android было переименовано в Free Basics.

## Операторы
Некоторые из стран и мобильных операторов, участвующих в предоставлении доступа Internet.org:
- Июль 2014: Замбия[7]
- Октябрь 2014: Танзания[8]
- Ноябрь 2014: Кения[9]
- Январь 2015: Колумбия[10]
- Январь 2015: Гана, оператор Airtel[11]
- 10 февраля 2015: Индия, оператор Reliance Communications[12][13][14]
- 18 марта 2015: Филиппины, оператор Smart Communications[15]
- 31 марта 2015: Гватемала, оператор Tigo[16]
- 20 апрель 2015: Индонезия, оператор Indosat[17]
- 10 мая 2015: Бангладеш, оператор Robi[18]
- 13 мая 2015: Малави, операторы TNM и Airtel[19]
- 28 мая 2015: Пакистан, оператор Telenor Pakistan[20]
- 5 июня 2015: Сенегал, оператор Tigo[21]
- 19 июня 2015: Боливия, оператор VIVA[22][23]
- 1 июля 2015: ЮАР, оператор Cell C[24][25]
- 13 апреля 2017: Беларусь, оператор life:)[26]